# فولینیک اسید
لوکوورین یا فولینیک اسید (به انگلیسی: LEUCOVORIN)
رده درمانی: آنتی‌دوتها، شلات‌کننده‌ها و آنتاگونیستها
اشکال دارویی: قرص، آمپول

## موارد مصرف
لوکوورین (یا لِدِرفولین) پادزهرمسمومیت با آنتاگونیست‌های اسید فولیک مانند پیریمتامین، متوترکسات یاترمتوپریم می‌باشد. لوکوورین جهت‌جلوگیری از مسمومیت شدید ناشی از مصرف بیش از اندازه متوترکسات یادرمان با مقادیر زیاد این دارو به‌عنوان‌بخشی از برنامه‌های شیمی درمانی سرطان مصرف می‌شود. همچنین لوکوورین برای درمان کم‌خونیهای مگالوبلاستیک ناشی از اسپرو، کمبودهای تغذیه‌ای، آبستنی وشیرخوارگی که درمان با اسید فولیک خوراکی در مورد آن عملی نیست، به‌کارمی‌رود.

## مکانیسم اثر
لوکوورین ممکن است از طریق رقابت با متوترکسات در فرایندانتقال به داخل سلول مانع اثر متوترکسات‌روی سلول‌های مغز استخوان و مجرای‌گوارش شود اما ظاهراً بر مسمومیت کلیوی ناشی از مصرف متوترکسات بی‌تأثیر است. لوکوورین (فولینیک اسید) شکل کوتاه شده فولات (مشابه FH۴) است که برای تأثیر خود نیازی به استفاده از آنزیم DHFR ندارد. لوکوورین به درون سلول‌های سالم انتقال یافته و برای ساخت DNA و RNA استفاده می‌شود. سلول‌های سرطانی به علت دارا بودن مکانیسم‌های انتقال آسیب دیده قادر به استفاده از لوکوورین نیستند. لوکوورین معمولاً در طی ۲۴ تا ۳۶ ساعت پس از دریافت متوترکسات آغاز شده و تا زمانی که سطوح سرمی متوتروکسات به زیر سطوح غیر سمی برسد، ادامه می‌یابد.

## عوارض جانبی
بثورات‌جلدی، کهیر، خارش، خس خس سینه، حملات صرعی.